# Giulio Salvadori
Giulio Salvadori (ur. 14 września 1862 w Monte San Savino, zm. 7 października 1928 w Rzymie) – włoski poeta, krytyk literacki, Sługa Boży Kościoła katolickiego.

## Życiorys
Był czwartym z siedmiorga dzieci Bernarda i Elisy Nenci Salvadori. Kształcił się na uniwersytecie La Sapienza w Rzymie, gdzie zaprzyjaźnił się z Gabriele D’Annunzio. W 1885 roku nawrócił się na katolicyzm. Uczył się w szkołach średnich, a następnie został asystentem profesora w Rzymie. W 1923 roku został mianowany profesorem języka i literatury włoskiej. Zmarł 7 października 1928 roku w opinii świętości. Obecnie trwa jego proces beatyfikacyjny.